# Léon Nagant

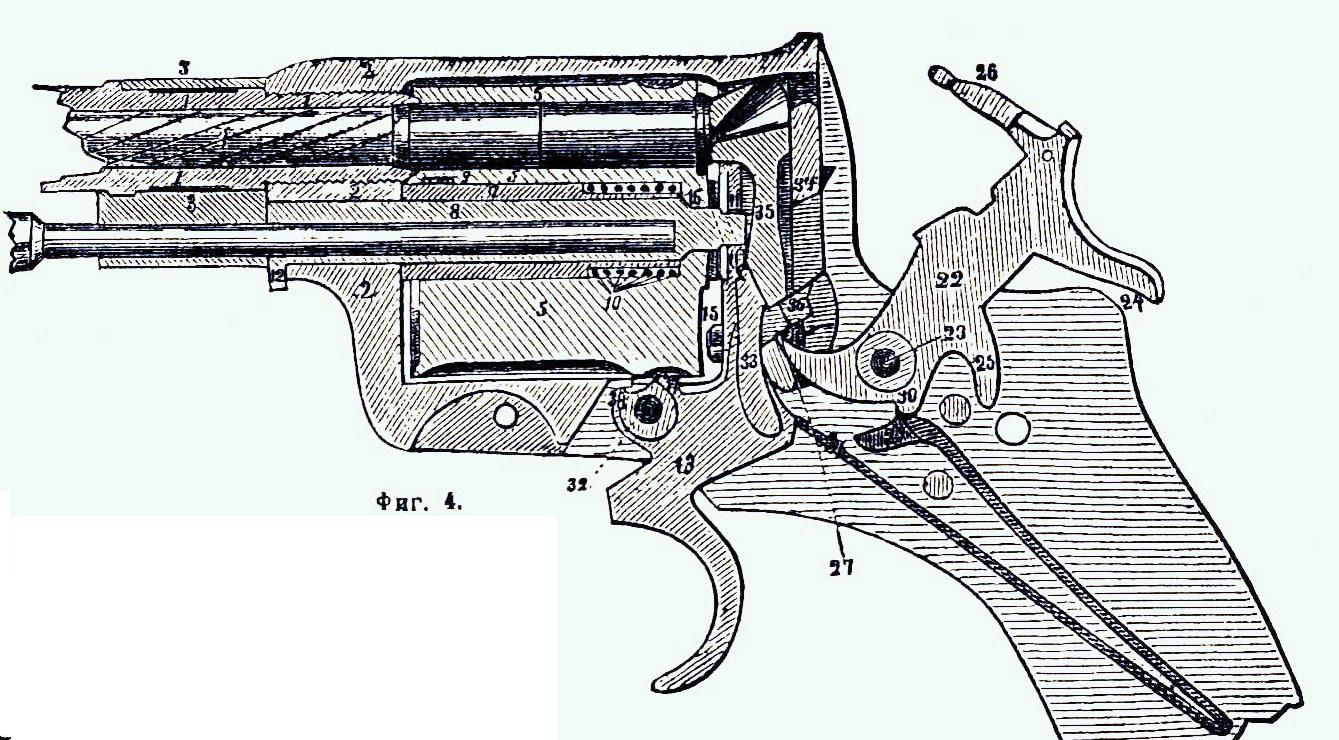
Zeichnung eines Revolvers von Nagant (Brockhaus, 1890–1907)

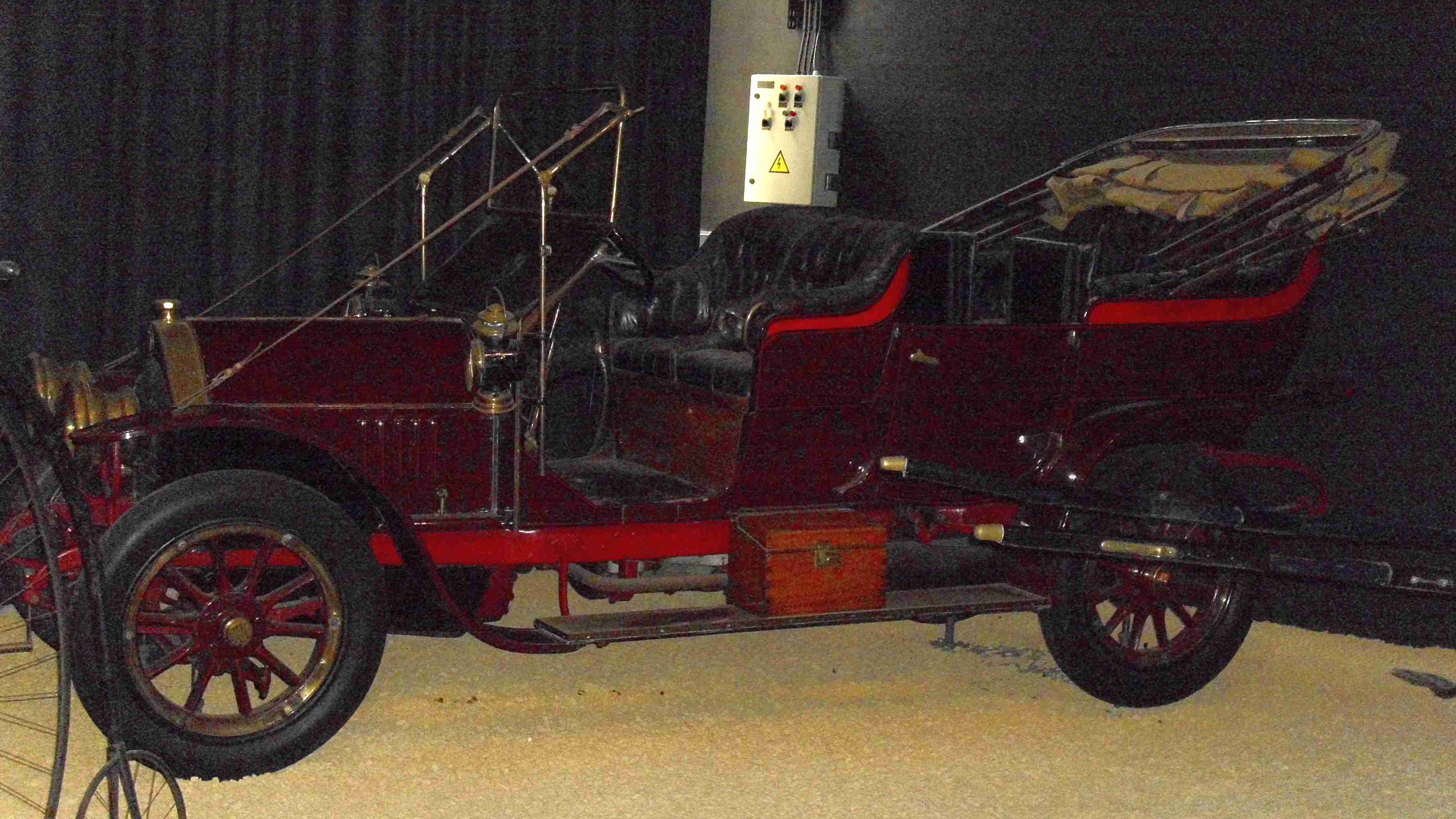
Automobil Nagant (1910)

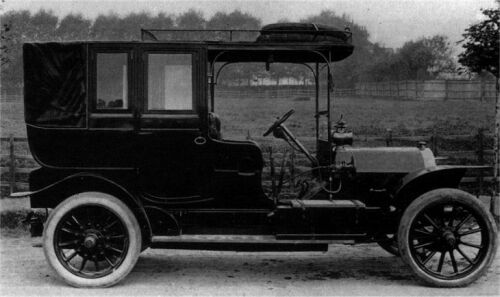
Automobil Nagant 2000 Sport (1921)

Henri-Léon Nagant (* 1833; † 23. Februar 1900) war ein belgischer Waffenkonstrukteur und Fabrikant.

## Leben
Gemeinsam mit seinem Bruder Émile Nagant gründete er 1859 in Lüttich (Liège) die feinmechanische Werkstatt der Gebrüder Nagant (E. & L. Nagant Frères), die sich später zur weltweit renommierten Waffenfabrik Fabrique d'Armes Em. & L. Nagant entwickelte. Ende des 19. Jahrhunderts begann die „Fabrique d'Automobiles et d'Armes Nagant Frères“ mit der Produktion von Automobilen.
Nach dem Tode Léon Nagants übernahmen seine Söhne Charles (* 1863) und Maurice (* 1866) die Leitung der Firma.

## Patent-Informationen
Von Nagant sind etliche Erfindung bekannt. Nachfolgend eine unvollständige Übersicht der Patentschriften:
- Patent  DE5499C: Neuerungen an Revolvern. Veröffentlicht am 7. Juni 1879, Erfinder: Émile Nagant,   Leon Nagant.‌
- Patent  US226923A: Revolving Pistol. Veröffentlicht am 27. April 1880, Erfinder: Émile Nagant,   Leon Nagant.‌
- Patent  GB189414010A: Improvements in Revolvers. Angemeldet am 20. Juli 1894, veröffentlicht am 15. Juni 1895, Erfinder: Leon Nagant.‌